# Jessie (Dakota del Nord)
Jessie è un census-designated place (CDP) degli Stati Uniti d'America della contea di Griggs nello Stato del Dakota del Nord. La popolazione era di 25 abitanti al censimento del 2010.
Si trova lungo la North Dakota Highway 65 a nord-ovest della città di Cooperstown, il capoluogo della contea di Griggs. Anche se non è incorporata, ha un ufficio postale con lo ZIP code 58452.

## Geografia fisica
Secondo lo United States Census Bureau, la città ha una superficie totale di 1,23 km², dei quali 1,23 km² di territorio e 0 km² di acque interne (0% del totale).

## Società

### Evoluzione demografica
Secondo il censimento del 2010, la popolazione era di 25 abitanti.

### Etnie e minoranze straniere
Secondo il censimento del 2010, la composizione etnica del CDP era formata dall'84% di bianchi, il 16% di afroamericani, lo 0% di nativi americani, lo 0% di asiatici, lo 0% di oceanici, lo 0% di altre razze, e lo 0% di due o più etnie. Ispanici o latinos di qualunque razza erano lo 0% della popolazione.